# Kitsune no yomeiri

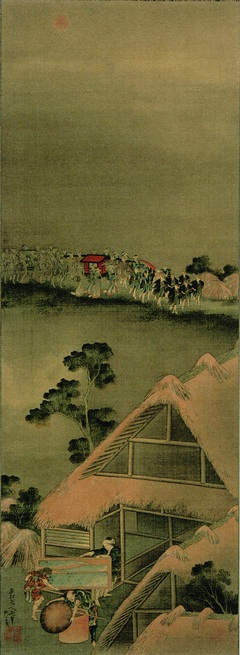
"Kitsune no yomeiri-zu" di Katsushika Hokusai

Il Kitsune no yomeiri (狐の嫁入り? lett. "matrimonio di volpi") è uno strano evento raccontato in tutto il Giappone, tranne ad Hokkaidō ed Okinawa.

## Descrizione
Generalmente di notte sulle montagne e nel letto dei fiumi, si dice che molti kitsune si mettano insieme in fila e che sembrino una processione di lanterne di carta, e può darsi che effettivamente stiano accendendo delle lanterne di carta per una cerimonia di nozze, e quindi si può chiamare "matrimonio di volpi" Queste misteriose fiamme hanno la particolarità di poter essere viste solo da lontano. Nella prefettura di Tokushima, queste luci non sono per un matrimonio, ma per un funerale, ed è un presagio della morte di qualcuno.
Queste misteriose fiamme non sono solo considerate come un matrimonio di volpi, ma nel saggio "Kokon Yōdan Shū" del periodo Edo, c'era una storia in cui qualcuno incontrava uno di questi matrimoni. Durante il periodo Kanpō 5 (1745), un uomo apparve nel traghetto di Takemachi, Honjō, e chiese molti traghetti, e quasi come un dono al padrone dei traghetti, diede un ryō come mancia. Il padrone preparò felicemente le barche ed attese, e dato che arrivò uno splendido corteo nuziale, egli decise cortesemente di scortare la processione. Tuttavia, la mattina seguente, tutte le monete della mancia si erano trasformate in foglie d'albero. Si dice che la gente mormorasse che fosse un matrimonio di volpi visto da Handa Inari in Kanamachi, (oggi Katsushika, Tōkyō) fino a Yasuzemon Inari in Asakusa.
Ci sono molte volpi nella prefettura di Niigata, e si dice che, a volte, di notte, ci sia un corteo di lanterne di carta. Per questa ragione, in quella stessa prefettura, c'è un festival chiamato Kitsune no Yomeiri Gyōretsu.

## Leggenda relativa al clima
Una credenza popolare dice che quando piove con il Sole, si stia svolgendo un kitsune no Yomeiri, anche chiamato kitsune no shūgen (狐の祝言). Il Kitsune no Yomeiri-zu del periodo Edo dipinto dall'artista ukiyo-e Katsushika Hokusai si fonda su questa credenza popolare, e raffigura alcune persone sorprese da un corteo matrimoniale di volpi che ritirano frettolosamente i loro oggetti per paura di un acquazzone improvviso.
La relazione tra il kitsune no Yomeiri ed il clima si differenzia per area, e nella prefettura di Kumamoto, è quando appare un arcobaleno, e nella prefettura di Ehime, è quando cade la neve tonda che avviene un matrimonio di volpi. Nella prefettura di Fukushima, si dice che nella del sera del 10/10 del calendario lunisolare, se si indossa un suribachi sulla testa, si mette un mortaio di legno sopra il girovita e si sta sotto un albero di loto, è possibile vedere un matrimonio di volpi.

## Nella cultura di massa
Il kitsune no Yomeiri è raccontato nel primo episodio del film Sogni di Akira Kurosawa.